# Farrukhan-i Kuchak
Farrukhan-i Kuchak (« Farrukhan le Petit », aussi surnommé Ashamm « le Sourd ») est un membre de la dynastie dabwaïhide qui contrôle le Tabaristan de 640 à 760. Fils de Farrukhan-i Bozorg (« Farrukhan le Grand ») et frère de l'ispahbadh Dadhburzmihr, il assure la régence pour le fils de ce dernier, Khurshid, de 740/741 à 747/748. Les pièces frappées au Tabaristan à l'époque ne mentionnent pas le règne de Farrukhan-i Kuchak et arborent le nom de Khurshid dès 741.
Lors de sa régence, le dernier calife omeyyade Marwān II (r. 744-50), menace le Tabaristan et le Gilan. C'est probablement peu après que les Abbassides, menés par Abû Muslim, obtiennent l'allégeance symbolique des Dabwaïhides.
Lorsque Khurshid atteint l'âge de quatorze ans, Farrukhan propose de lui rendre le pouvoir, mais ses propres fils complotent contre Khurshid pour tenter de le renverser. Leur complot est cependant découvert par une jeune esclave, Varmja Haraviya, qui deviendra la femme de Khurshid. À l'aide d'autres cousins paternels, Khurshid arrive finalement à les battre et les emprisonner,,.